# Bernard Morel
Bernard Morel (Lione, 30 marzo 1925 – Roanne, 23 ottobre 2023) è stato uno schermidore francese, specializzato nella sciabola. È stato vincitore di una medaglia di bronzo nella scherma ai giochi olimpici.